# گروسناشپه
گروسناشپه (به آلمانی: Großenaspe) یک شهر در آلمان است که در زگه‌برگ واقع شده‌است. گروسناشپه ۲٬۸۴۲ نفر جمعیت دارد.